# Fernand Rausser
Fernand Rausser (* 24. August 1926 in Bern; † 25. März 2016 in Bolligen; Rufname Sepp) war ein Schweizer Fotograf.

## Leben

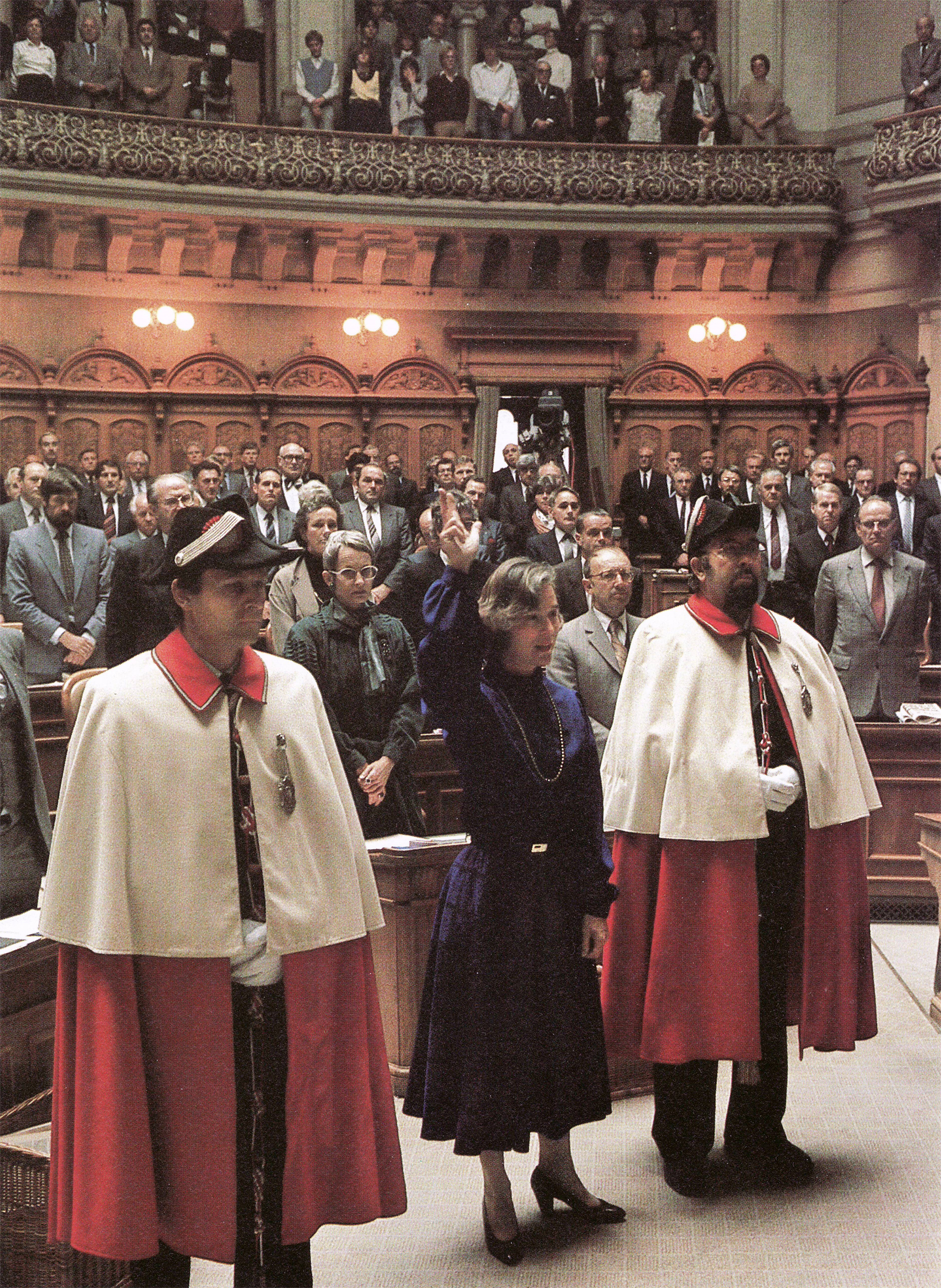
Vereidigung von Elisabeth Kopp als Bundesrätin, 1984

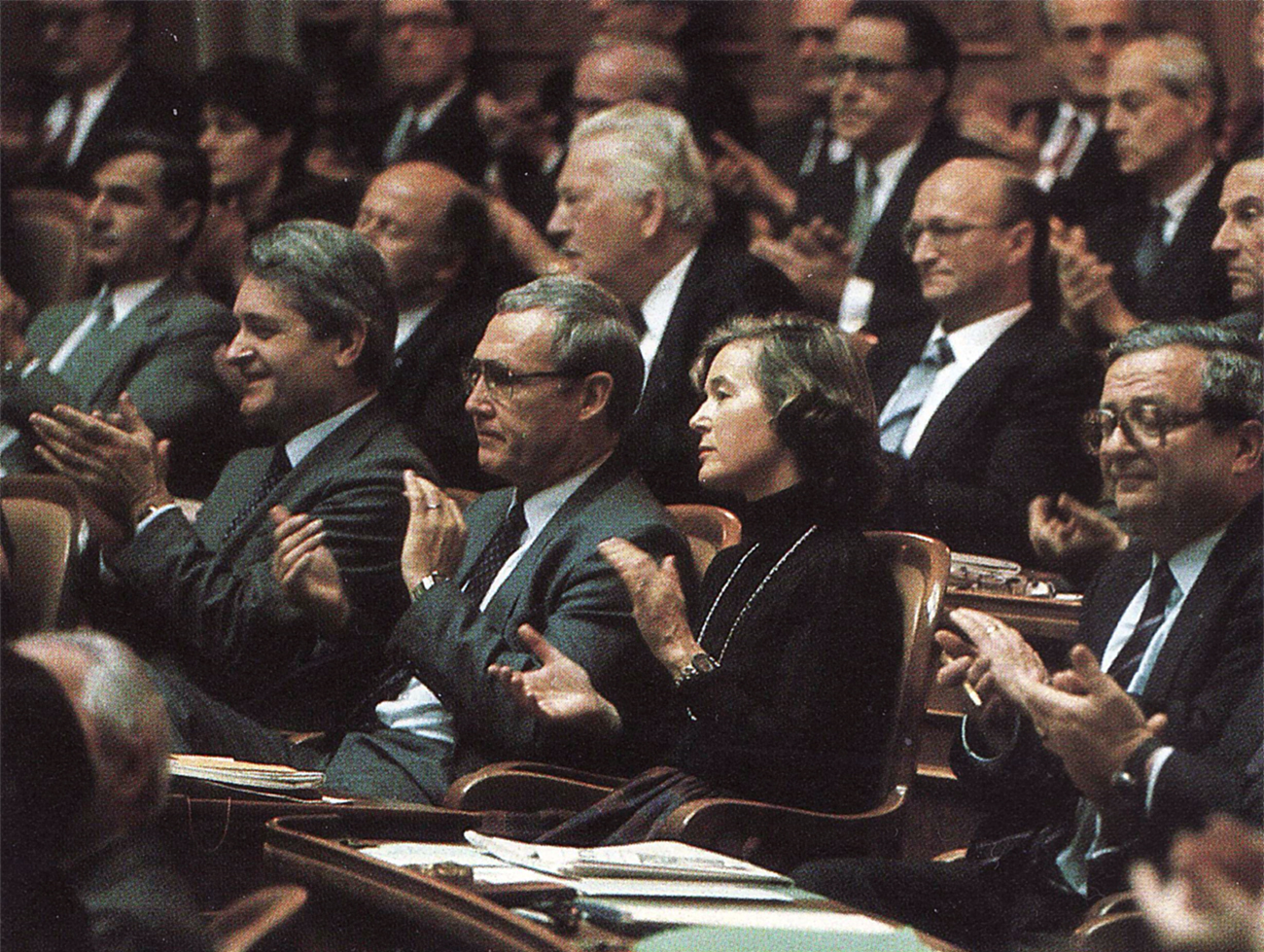
FDP-Parlamentarier im Nationalrat

Geboren in Bern-Bümpliz, aufgewachsen in Münchenbuchsee und Frauenfeld, absolvierte Rausser von 1943 bis 1946 eine Lehre als Fotograf. Nach Gesellenjahren in Genf, Lausanne und Bern besuchte er 1949 die Fotoklasse von Hans Finsler an der Kunstgewerbeschule Zürich. Danach arbeitete er als selbständiger Werbe- und Pressefotograf, ab 1953 mit seiner Lebenspartnerin Hanny Meinhardt, dazu auch mit Kollegen wie Kurt Blum. 1963 zog er nach Bolligen.
Er veröffentlichte über 40 Bildbände mit Fotos aller Genres – auch Fotomontagen, Collagen und Cartoons – und wurde dafür mehrfach mit dem Preis für die schönsten Schweizer Bücher ausgezeichnet. Ab 1949 zeigte er seine Werke an zahlreichen Ausstellungen. Er illustrierte sieben Mondo-Bildbände sowie das schweizweit bekannte Kochlehrbuch Tiptopf. 2003 gründete er seinen eigenen Buchverlag. Seit 2005 war er in zweiter Ehe verheiratet.

## Auszeichnungen
- 1989 Paul-Haupt-Preis

## Bildbände (Auswahl)

### Eigene Werke
- Provence. Ahrbeck, München 1956
- Who is who in Switzerland? 27 000 Schweizerinnen und Schweizer (Ringheft). Benteli, Bern 1971
- Bern von oben herab. Mit Texten von Klaus Schädelin. Benteli, Bern 1976, ISBN 3-7165-0097-6
- Noch lebt das Paradies. Walter, Olten 1979, ISBN 3-530-67940-2
- Fünf Orte im Leben von Max Frisch. Suhrkamp, Frankfurt am Main 1981, ISBN 3-518-02843-X
- Konzertprobe mit Yehudi Menuhin und der Camerata Lysy. Haupt, Bern 1986, ISBN 3-258-03575-X
- Flugbild Bern. Aare, Solothurn 1990, ISBN 3-7260-0345-2
- Bern. Kaleidoskop eines Kantons / Berne. Kaléidoscope d’un canton / kaleidoscope of a canton. Stämpfli, Bern 2003, ISBN 3-7272-1167-9
- Meine Kamera lacht, weint und staunt (mit Fred Zaugg). Wegwarte, Bolligen 2008, ISBN 978-3-9523235-0-2

### Auftragsarbeiten
- Nestlé in den Entwicklungsländern. Nestlé, Vevey 1975
- Tiptopf. Interkantonales Lehrmittel für den Hauswirtschaftsunterricht. Lehrmittelverlag, Bern 1986; 19. Auflage 2008, ISBN 978-3-292-00481-9